# Giuseppe Favalli
Giuseppe Favalli (Orzinuovi, Provincia de Brescia; 8 de enero de 1972) es un exfutbolista italiano. Jugó de defensor en la Serie A, en clubes como S.S. Lazio, Inter de Milán y Milan.

## Trayectoria
Ha crecido futbolísticamente en las filas del U.S. Cremonese, debutó en Serie A con el U.S. Cremonese el 27 de agosto de 1989 en un Inter-U.S. Cremonese 2-1. Ha sido la bandera de la S.S. Lazio, donde ha jugado desde 1992 al 2004. Fue fichado por el Inter de Milán en el verano de 2004. De nerazzurro ha jugado dos temporadas antes de pasar al Milan en mayo de 2006. El 7 de abril en un partido Milan-Empoli marca su primer gol con la camisa del Milan. El último gol lo había marcado el 10 de mayo de 2003 en un Bolonia-Lazio 0-2.

## Selección nacional
Después de haber jugado en la Selección Sub-18, olímpica y Sub-21, con la selección absoluta disputó ocho partidos.

## Clubes
| Club           | País   | Año       |
| -------------- | ------ | --------- |
| U.S. Cremonese | Italia | 1987-1992 |
| SS Lazio       | Italia | 1992-2004 |
| Inter de Milán | Italia | 2004-2006 |
| AC Milan       | Italia | 2006-2010 |

## Palmarés

### Campeonatos nacionales
| Título              | Club           | País   | Año       |
| ------------------- | -------------- | ------ | --------- |
| Copa de Italia      | SS Lazio       | Italia | 1997-1998 |
| Supercopa de Italia | SS Lazio       | Italia | 1998      |
| Copa de Italia      | SS Lazio       | Italia | 1999-2000 |
| Serie A             | SS Lazio       | Italia | 1999-2000 |
| Supercopa de Italia | SS Lazio       | Italia | 2000      |
| Copa de Italia      | SS Lazio       | Italia | 2003-2004 |
| Copa de Italia      | Inter de Milán | Italia | 2004-2005 |
| Supercopa de Italia | Inter de Milán | Italia | 2005      |
| Serie A             | Inter de Milán | Italia | 2005-2006 |
| Copa de Italia      | Inter de Milán | Italia | 2005-2006 |

### Copas internacionales
| Título                 | Club     | Sede       | Año     |
| ---------------------- | -------- | ---------- | ------- |
| Recopa de Europa       | SS Lazio | Birmingham | 1998-99 |
| Supercopa de Europa    | SS Lazio | Mónaco     | 1999    |
| Supercopa de Europa    | AC Milan | Mónaco     | 2007    |
| UEFA Champions League  | AC Milan | Atenas     | 2006-07 |
| Copa Mundial de Clubes | AC Milan | Yokohama   | 2007    |